# Герб Турківського району
Герб Турківського району — офіційний символ Турківського району, затверджений 11 червня 2003 р. рішенням сесії районної ради.
Автор герба  — А. Гречило.

## Опис
На зеленому щиті з відділеною чорною ламаною нитяною балкою золотою главою золотий тур із зеленими очима на повний зріст; на главі синя бойківська розетка. Щит увінчано золотою стилізованою короною з п'ятьма зубцями з ялицевих гілок і шишок. Щитотримачі: справа золотий лев з червоним язиком і пазурами, зліва - бойко-воїн з непокритою головою, у срібному одязі, золотому плащі, з мечем у руці. На зеленій девізній стрічці золотий напис "Турківський район".